# فرودگاه کالینگوود
فرودگاه کالینگوود (به انگلیسی: Collingwood Airport) یک فرودگاه همگانی باربری است که یک باند فرود آسفالت دارد و طول باند آن ۱۵۲۴ متر است. این فرودگاه در کشور کانادا قرار دارد و در ارتفاع ۲۲۳ متری از سطح دریا واقع شده‌است.